# Rajd Dakar 2010

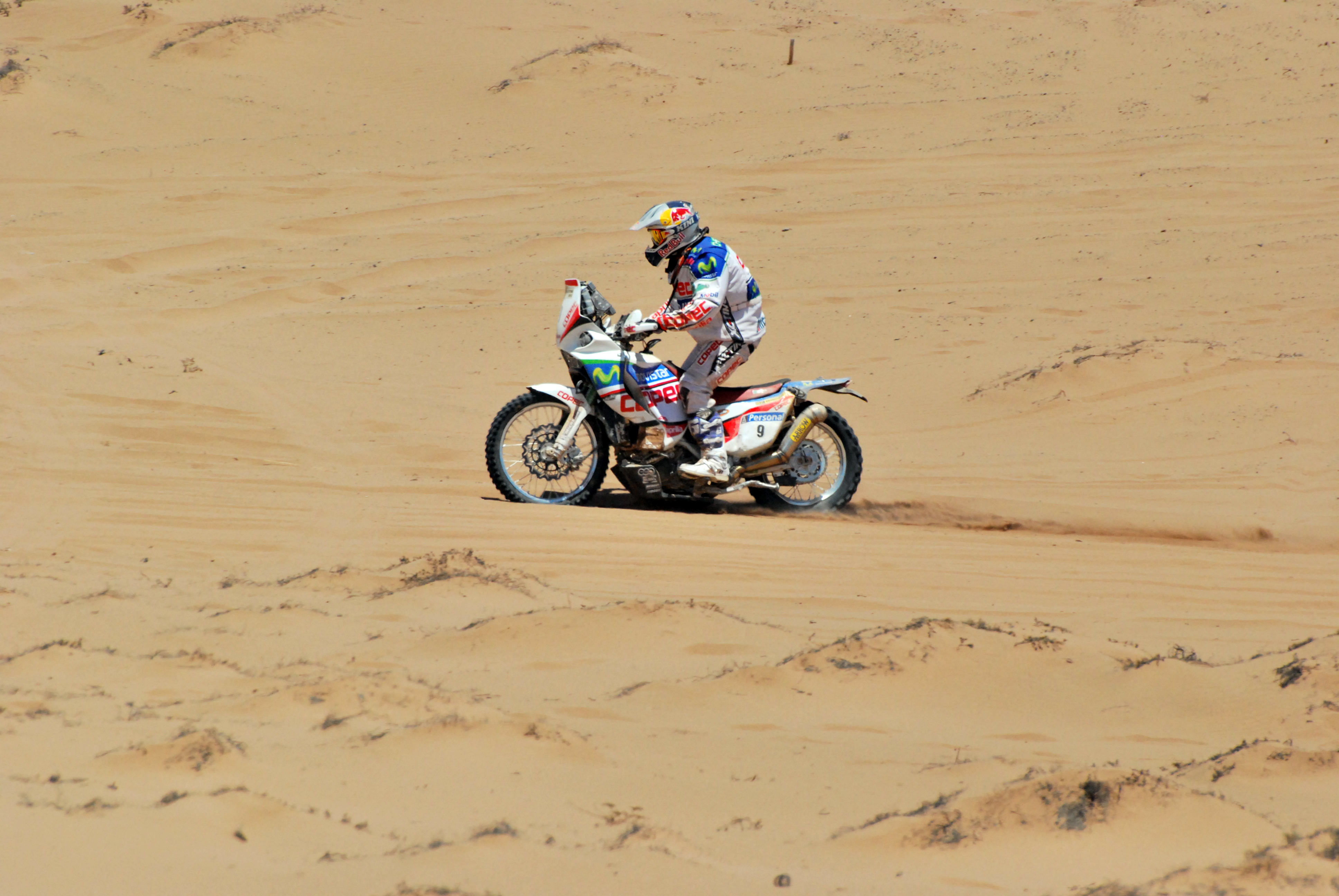
Rajd Dakar 2010

Rajd Dakar 2010 – 31. edycja Rajdu Dakar. Odbyła się od 1 stycznia do 16 stycznia 2010 na bezdrożach Argentyny i Chile. Do rajdu zarejestrowano 151 motocykli, 25 quadów, 134 samochodów i 52 ciężarówki, jednak na starcie pierwszego etapu stanęło 150 motocyklistów. W rajdzie udział wzięło 14 Polaków.

## Etapy

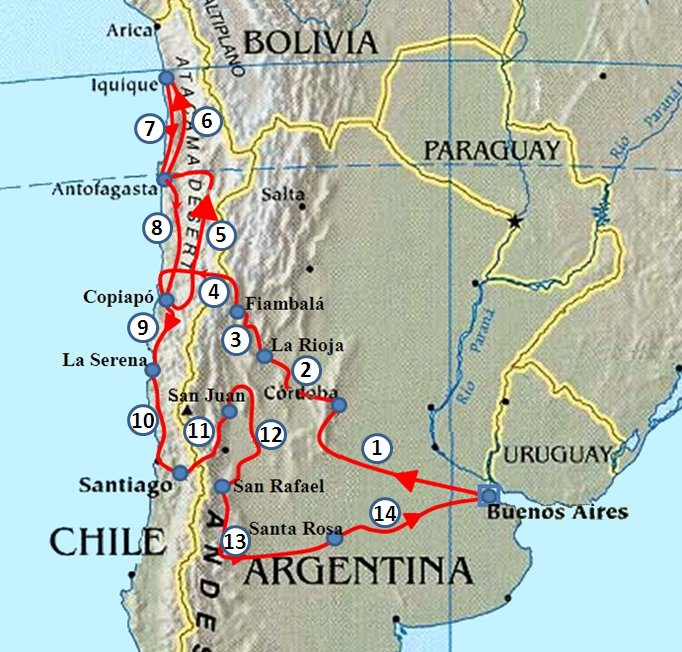
Mapa trasy rajdu

| Etap                   | Data                   | Skąd                                | Dokąd                               | Dojazd                              | OS                                  | Dojazd                              | Całość                              |
| ---------------------- | ---------------------- | ----------------------------------- | ----------------------------------- | ----------------------------------- | ----------------------------------- | ----------------------------------- | ----------------------------------- |
| 1                      | 1 stycznia 2 stycznia  | Buenos Aires Colón                  | Colón Córdoba                       | 349 km                              | 219 km 251 km                       | 84 km                               | 728 km                              |
| 2                      | 3 stycznia             | Córdoba                             | La Rioja (miasto)                   | 56                                  | 294 km 355 km                       | 276 km                              | 687 km                              |
| 3                      | 4 stycznia             | La Rioja (miasto)                   | Fiambala                            | 259 km                              | 182 km                              | -                                   | 441 km                              |
| 4                      | 5 stycznia             | Fiambala                            | Copiapó                             | 394 km                              | 203 km                              | 32 km                               | 629 km                              |
| 5                      | 6 stycznia             | Copiapó                             | Antofagasta                         | 90 km                               | 483 km                              | 97 km                               | 670 km                              |
| 6                      | 7 stycznia             | Antofagasta                         | Iquique                             | 180 km                              | 418 km                              | -                                   | 598 km                              |
| 7                      | 8 stycznia             | Iquique                             | Antofagasta                         | 37 km                               | 600 km                              | 4 km                                | 641 km                              |
|                        | 9 stycznia             | Dzień przerwy w Antofagasta w Chile | Dzień przerwy w Antofagasta w Chile | Dzień przerwy w Antofagasta w Chile | Dzień przerwy w Antofagasta w Chile | Dzień przerwy w Antofagasta w Chile | Dzień przerwy w Antofagasta w Chile |
| 8                      | 10 stycznia            | Antofagasta                         | Copiapó                             | 96 km                               | 472 km                              | -                                   | 568 km                              |
| 9                      | 11 stycznia            | Copiapó                             | La Serena                           | -                                   | 338 km                              | 209 km                              | 547 km                              |
| 10                     | 12 stycznia            | La Serena                           | Santiago                            | 112 km                              | 238 km                              | 236 km                              | 586 km                              |
| 11                     | 13 stycznia            | Santiago                            | San Juan                            | 211 km                              | 220 km                              | 3 km                                | 434 km                              |
| 12                     | 14 stycznia            | San Juan                            | San Rafael (Mendoza)                | 23 km                               | 476 km                              | 297 km                              | 796 km                              |
| 13                     | 15 stycznia            | San Rafael (Mendoza)                | Santa Rosa de Toay                  | 76 km                               | 368 km                              | 281 km                              | 725 km                              |
| 14                     | 16 stycznia            | Santa Rosa de Toay                  | Buenos Aires                        | 166 km                              | 206 km                              | 335 km                              | 707 km                              |
| Razem                  | Razem                  | Razem                               | Razem                               | Dojazd                              | OS                                  | Dojazd                              | Całość                              |
| Motocykle i quady      | Motocykle i quady      | Motocykle i quady                   | Motocykle i quady                   | 2366 km                             | 4717 km                             | 1854 km                             | 8937 km                             |
| Samochody i ciężarówki | Samochody i ciężarówki | Samochody i ciężarówki              | Samochody i ciężarówki              | 2366 km                             | 4810 km                             | 1854 km                             | 9030 km                             |

## Wypadki
- Podczas pierwszego etapu 2 stycznia samochód niemieckiego kierowcy Mirco Schultisa, podczas pokonywania odcinka specjalnego wypadł z zakrętu i wjechał w tłum kibiców, w wyniku czego śmierć poniosła 28-letnia kobieta, a trzy inne osoby odniosły obrażenia[4].
- W trakcie szóstego etapu 7 stycznia poważnemu wypadkowi na pustyni Atacama uległ włoski motocyklista Luca Manca, który w stanie krytycznym został przewieziony do szpitala[5].

## Wyniki etapów

### Motocykle
| Miejsce                                             | Klasyfikacja etapu | Marka  | Czas      |  | Miejsce | Klasyfikacja generalna | Marka  | Czas      |
| --------------------------------------------------- | ------------------ | ------ | --------- |  | ------- | ---------------------- | ------ | --------- |
| 1                                                   | David Casteu       | Sherco | 01:50:42  |  | 1       | David Casteu           | Sherco | 01:50:42  |
| 2                                                   | Cyril Despres      | KTM    | +00:00:03 |  | 2       | Cyril Despres          | KTM    | +00:00:03 |
| 3                                                   | Marc Coma          | KTM    | +00:00:12 |  | 3       | Marc Coma              | KTM    | +00:00:12 |
|                                                     |                    |        |           |  |         |                        |        |           |
| 7                                                   | Jakub Przygoński   | KTM    | +00:03:10 |  | 7       | Jakub Przygoński       | KTM    | +00:03:10 |
| 23                                                  | Jacek Czachor      | KTM    | +00:10:51 |  | 23      | Jacek Czachor          | KTM    | +00:10:51 |
| 30                                                  | Marek Dąbrowski    | KTM    | +00:12:44 |  | 30      | Marek Dąbrowski        | KTM    | +00:12:44 |
| 49                                                  | Krzysztof Jarmuż   | Honda  | +00:19:01 |  | 49      | Krzysztof Jarmuż       | Honda  | +00:19:01 |
| Etap ukończyła cała stawka, czyli 150 motocyklistów |                    |        |           |  |         |                        |        |           |

| Miejsce                          | Klasyfikacja etapu | Marka  | Czas      |  | Miejsce | Klasyfikacja generalna | Marka  | Czas      |
| -------------------------------- | ------------------ | ------ | --------- |  | ------- | ---------------------- | ------ | --------- |
| 1                                | David Fretigne     | Yamaha | 03:59:20  |  | 1       | David Casteu           | Sherco | 05:50:45  |
| 2                                | David Casteu       | Sherco | +00:00:43 |  | 2       | Cyril Despres          | KTM    | +00:02:10 |
| 3                                | Marc Coma          | KTM    | +00:01:08 |  | 3       | David Fretigne         | KTM    | +00:02:14 |
|                                  |                    |        |           |  |         |                        |        |           |
| 20                               | Jakub Przygoński   | KTM    | +00:18:56 |  | 12      | Jakub Przygoński       | KTM    | +00:21:23 |
| 31                               | Jacek Czachor      | KTM    | +00:24:47 |  | 23      | Jacek Czachor          | KTM    | +00:34:55 |
| 38                               | Krzysztof Jarmuż   | Honda  | +00:32:42 |  | 37      | Krzysztof Jarmuż       | Honda  | +00:51:00 |
| 55                               | Marek Dąbrowski    | KTM    | +00:40:53 |  | 42      | Marek Dąbrowski        | KTM    | +00:52:54 |
| Etap ukończyło 148 motocyklistów |                    |        |           |  |         |                        |        |           |

- Marc Coma po zakończeniu etapu otrzymał karę +22 minuty.

| Miejsce                          | Klasyfikacja etapu | Marka  | Czas      |  | Miejsce | Klasyfikacja generalna | Marka  | Czas      |
| -------------------------------- | ------------------ | ------ | --------- |  | ------- | ---------------------- | ------ | --------- |
| 1                                | Cyril Despres      | KTM    | 03:01:09  |  | 1       | Cyril Despres          | KTM    | 08:54:04  |
| 2                                | Helder Rodrigues   | Yamaha | +00:10:40 |  | 2       | David Casteu           | Yamaha | +00:10:03 |
| 3                                | Paulo Gonçalves    | BMW    | +00:12:09 |  | 3       | Helder Rodrigues       | Yamaha | +00:17:57 |
|                                  |                    |        |           |  |         |                        |        |           |
| 21                               | Jacek Czachor      | KTM    | +00:54:11 |  | 18      | Jacek Czachor          | KTM    | +01:26:56 |
| 37                               | Jakub Przygoński   | KTM    | +01:29:03 |  | 23      | Jakub Przygoński       | KTM    | +01:48:16 |
| 45                               | Krzysztof Jarmuż   | Honda  | +01:45:21 |  | 39      | Krzysztof Jarmuż       | Honda  | +02:34:11 |
| 63                               | Marek Dąbrowski    | KTM    | +03:35:26 |  | 42      | Marek Dąbrowski        | KTM    | +04:26:10 |
| Etap ukończyło 114 motocyklistów |                    |        |           |  |         |                        |        |           |

| Miejsce                          | Klasyfikacja etapu | Marka  | Czas      |  | Miejsce | Klasyfikacja generalna | Marka  | Czas      |
| -------------------------------- | ------------------ | ------ | --------- |  | ------- | ---------------------- | ------ | --------- |
| 1                                | Marc Coma          | KTM    | 01:46:58  |  | 1       | Cyril Despres          | KTM    | 10:44:16  |
| 2                                | David Casteu       | Yamaha | +00:02:04 |  | 2       | David Casteu           | Yamaha | +00:08:53 |
| 3                                | Cyril Despres      | KTM    | +00:03:14 |  | 3       | Helder Rodrigues       | Yamaha | +00:23:45 |
|                                  |                    |        |           |  |         |                        |        |           |
| 7                                | Jakub Przygoński   | KTM    | +00:08:43 |  | 18      | Jacek Czachor          | KTM    | +01:41:44 |
| 26                               | Jacek Czachor      | KTM    | +00:18:02 |  | 21      | Jakub Przygoński       | KTM    | +01:53:45 |
| 55                               | Krzysztof Jarmuż   | Honda  | +00:36:47 |  | 39      | Krzysztof Jarmuż       | Honda  | +03:07:44 |
| 61                               | Marek Dąbrowski    | KTM    | +00:38:53 |  | 62      | Marek Dąbrowski        | KTM    | +05:01:49 |
| Etap ukończyło 118 motocyklistów |                    |        |           |  |         |                        |        |           |

| Miejsce                          | Klasyfikacja etapu       | Marka   | Czas      |  | Miejsce | Klasyfikacja generalna   | Marka   | Czas      |
| -------------------------------- | ------------------------ | ------- | --------- |  | ------- | ------------------------ | ------- | --------- |
| 1                                | Francisco López Contardo | Aprilia | 05:52:40  |  | 1       | Cyril Despres            | KTM     | 16:38:26  |
| 2                                | Cyril Despres            | Yamaha  | +00:01:30 |  | 2       | Francisco López Contardo | Aprilia | +00:37:37 |
| 3                                | David Frétigné           | Yamaha  | +00:09:13 |  | 3       | Helder Rodrigues         | Yamaha  | +00:44:01 |
|                                  |                          |         |           |  |         |                          |         |           |
| 9                                | Jakub Przygoński         | KTM     | +00:24:45 |  | 17      | Jakub Przygoński         | KTM     | +02:17:00 |
| 24                               | Jacek Czachor            | KTM     | +00:57:16 |  | 19      | Jacek Czachor            | KTM     | +02:37:30 |
| 37                               | Krzysztof Jarmuż         | Honda   | +01:36:23 |  | 32      | Krzysztof Jarmuż         | Honda   | +04:42:37 |
| 44                               | Marek Dąbrowski          | KTM     | +01:47:23 |  | 56      | Marek Dąbrowski          | KTM     | +06:47:42 |
| Etap ukończyło 106 motocyklistów |                          |         |           |  |         |                          |         |           |

| Miejsce                         | Klasyfikacja etapu | Marka  | Czas      |  | Miejsce | Klasyfikacja generalna   | Marka   | Czas      |
| ------------------------------- | ------------------ | ------ | --------- |  | ------- | ------------------------ | ------- | --------- |
| 1                               | Marc Coma          | KTM    | 04:46:59  |  | 1       | Cyril Despres            | KTM     | 21:35:59  |
| 2                               | Cyril Despres      | Yamaha | +00:10:34 |  | 2       | Francisco López Contardo | Aprilia | +00:42:15 |
| 3                               | Helder Rodrigues   | Yamaha | +00:10:38 |  | 3       | Helder Rodrigues         | Yamaha  | +00:44:05 |
|                                 |                    |        |           |  |         |                          |         |           |
| 7                               | Jakub Przygoński   | KTM    | +00:20:27 |  | 15      | Jakub Przygoński         | KTM     | +02:26:53 |
| 18                              | Jacek Czachor      | KTM    | +00:57:09 |  | 17      | Jacek Czachor            | KTM     | +03:24:05 |
| 34                              | Marek Dąbrowski    | KTM    | +01:16:29 |  | 35      | Krzysztof Jarmuż         | Honda   | +06:14:52 |
| 52                              | Krzysztof Jarmuż   | Honda  | +01:42:49 |  | 46      | Marek Dąbrowski          | KTM     | +07:53:37 |
| Etap ukończyło 99 motocyklistów |                    |        |           |  |         |                          |         |           |

| Miejsce                         | Klasyfikacja etapu | Marka  | Czas      |  | Miejsce | Klasyfikacja generalna  | Marka  | Czas      |
| ------------------------------- | ------------------ | ------ | --------- |  | ------- | ----------------------- | ------ | --------- |
| 1                               | Cyril Despres      | KTM    | 06:34:14  |  | 1       | Cyril Despres           | KTM    | 28:10:13  |
| 2                               | David Fretigne     | Yamaha | +00:05:00 |  | 2       | Helder Rodrigues        | Yamaha | +01:20:08 |
| 3                               | Ruben Faria        | KTM    | +00:09:10 |  | 3       | Pål Anders Ullevålseter | KTM    | +01:25:52 |
|                                 |                    |        |           |  |         |                         |        |           |
| 9                               | Jakub Przygoński   | KTM    | +00:27:37 |  | 11      | Jakub Przygoński        | KTM    | +02:54:30 |
| 16                              | Jacek Czachor      | KTM    | +00:51:44 |  | 15      | Jacek Czachor           | KTM    | +04:15:49 |
| 32                              | Marek Dąbrowski    | KTM    | +01:29:17 |  | 33      | Krzysztof Jarmuż        | Honda  | +07:44:54 |
| 33                              | Krzysztof Jarmuż   | Honda  | +01:30:02 |  | 41      | Marek Dąbrowski         | KTM    | +09:22:54 |
| Etap ukończyło 95 motocyklistów |                    |        |           |  |         |                         |        |           |

- Marc Coma po zakończeniu etapu otrzymał karę +6 godzin za nieregulaminową zmianę opon.
- Juan Pedrero Garcia po zakończeniu etapu otrzymał karę +2 godzin i 2 minut.

| Miejsce                         | Klasyfikacja etapu       | Marka   | Czas      |  | Miejsce | Klasyfikacja generalna   | Marka   | Czas      |
| ------------------------------- | ------------------------ | ------- | --------- |  | ------- | ------------------------ | ------- | --------- |
| 1                               | Francisco López Contardo | Aprilia | 05:29:25  |  | 1       | Cyril Despres            | KTM     | 33:46:21  |
| 2                               | Marc Coma                | KTM     | +00:00:42 |  | 2       | Pål Anders Ullevålseter  | KTM     | +01:20:31 |
| 3                               | Pål Anders Ullevålseter  | KTM     | +00:01:22 |  | 3       | Francisco López Contardo | Aprilia | +01:24:21 |
|                                 |                          |         |           |  |         |                          |         |           |
| 8                               | Jakub Przygoński         | KTM     | +00:14:07 |  | 11      | Jakub Przygoński         | KTM     | +03:01:54 |
| 19                              | Jacek Czachor            | KTM     | +00:52:50 |  | 16      | Jacek Czachor            | KTM     | +05:01:56 |
| 31                              | Krzysztof Jarmuż         | Honda   | +01:23:32 |  | 31      | Krzysztof Jarmuż         | Honda   | +09:01:43 |
| 32                              | Marek Dąbrowski          | KTM     | +01:23:53 |  | 40      | Marek Dąbrowski          | KTM     | +10:40:04 |
| Etap ukończyło 94 motocyklistów |                          |         |           |  |         |                          |         |           |

| Miejsce                         | Klasyfikacja etapu       | Marka   | Czas      |  | Miejsce | Klasyfikacja generalna   | Marka   | Czas      |
| ------------------------------- | ------------------------ | ------- | --------- |  | ------- | ------------------------ | ------- | --------- |
| 1                               | Marc Coma                | KTM     | 02:12:30  |  | 1       | Cyril Despres            | KTM     | 35:58:51  |
| 2                               | Cyril Despres            | KTM     | +00:00:04 |  | 2       | Pål Anders Ullevålseter  | KTM     | +01:21:54 |
| 3                               | Francisco López Contardo | Aprilia | +00:01:14 |  | 3       | Francisco López Contardo | Aprilia | +01:25:35 |
|                                 |                          |         |           |  |         |                          |         |           |
| 8                               | Jakub Przygoński         | KTM     | +00:04:25 |  | 11      | Jakub Przygoński         | KTM     | +03:06:19 |
| 19                              | Jacek Czachor            | KTM     | +00:18:00 |  | 16      | Jacek Czachor            | KTM     | +05:19:56 |
| 39                              | Marek Dąbrowski          | KTM     | +00:44:54 |  | 31      | Krzysztof Jarmuż         | Honda   | +09:47:30 |
| 41                              | Krzysztof Jarmuż         | Honda   | +00:45:47 |  | 39      | Marek Dąbrowski          | KTM     | +11:24:58 |
| Etap ukończyło 93 motocyklistów |                          |         |           |  |         |                          |         |           |

| Miejsce                         | Klasyfikacja etapu | Marka  | Czas      |  | Miejsce | Klasyfikacja generalna   | Marka   | Czas      |
| ------------------------------- | ------------------ | ------ | --------- |  | ------- | ------------------------ | ------- | --------- |
| 1                               | Marc Coma          | KTM    | 03:10:43  |  | 1       | Cyril Despres            | KTM     | 39:15:59  |
| 2                               | David Frétigné     | Yamaha | +00:02:06 |  | 2       | Pål Anders Ullevålseter  | KTM     | +01:22:49 |
| 3                               | Helder Rodrigues   | Yamaha | +00:02:36 |  | 3       | Francisco López Contardo | Aprilia | +01:24:07 |
|                                 |                    |        |           |  |         |                          |         |           |
| 12                              | Jakub Przygoński   | KTM    | +00:11:22 |  | 9       | Jakub Przygoński         | KTM     | +03:11:16 |
| 22                              | Jacek Czachor      | KTM    | +00:19:56 |  | 16      | Jacek Czachor            | KTM     | +05:33:27 |
| 33                              | Marek Dąbrowski    | KTM    | +00:28:56 |  | 32      | Krzysztof Jarmuż         | Honda   | +10:22:37 |
| 48                              | Krzysztof Jarmuż   | Honda  | +00:41:32 |  | 37      | Marek Dąbrowski          | KTM     | +11:47:29 |
| Etap ukończyło 93 motocyklistów |                    |        |           |  |         |                          |         |           |

| Miejsce                         | Klasyfikacja etapu | Marka  | Czas      |  | Miejsce | Klasyfikacja generalna   | Marka   | Czas      |
| ------------------------------- | ------------------ | ------ | --------- |  | ------- | ------------------------ | ------- | --------- |
| 1                               | Marc Coma          | KTM    | 02:39:13  |  | 1       | Cyril Despres            | KTM     | 42:05:10  |
| 2                               | David Frétigné     | Yamaha | +00:05:13 |  | 2       | Francisco López Contardo | Aprilia | +01:20:54 |
| 3                               | Frans Verhoeven    | BMW    | +00:05:37 |  | 3       | Pål Anders Ullevålseter  | KTM     | +01:20:54 |
|                                 |                    |        |           |  |         |                          |         |           |
| 11                              | Jakub Przygoński   | KTM    | +00:11:00 |  | 9       | Jakub Przygoński         | KTM     | +03:12:18 |
| 22                              | Jacek Czachor      | KTM    | +00:32:51 |  | 15      | Jacek Czachor            | KTM     | +05:56:20 |
| 25                              | Krzysztof Jarmuż   | Honda  | +00:37:50 |  | 30      | Krzysztof Jarmuż         | Honda   | +10:50:29 |
| 35                              | Marek Dąbrowski    | KTM    | +00:43:31 |  | 36      | Marek Dąbrowski          | KTM     | +12:21:02 |
| Etap ukończyło 92 motocyklistów |                    |        |           |  |         |                          |         |           |

| Miejsce                         | Klasyfikacja etapu       | Marka   | Czas      |  | Miejsce | Klasyfikacja generalna   | Marka   | Czas      |
| ------------------------------- | ------------------------ | ------- | --------- |  | ------- | ------------------------ | ------- | --------- |
| 1                               | Francisco López Contardo | Aprilia | 03:48:34  |  | 1       | Cyril Despres            | KTM     | 46:10:56  |
| 2                               | David Frétigné           | Yamaha  | +00:00:40 |  | 2       | Francisco López Contardo | Aprilia | +01:03:42 |
| 3                               | Pål Anders Ullevålseter  | KTM     | +00:01:13 |  | 3       | Pål Anders Ullevålseter  | KTM     | +01:04:55 |
|                                 |                          |         |           |  |         |                          |         |           |
| 6                               | Jakub Przygoński         | KTM     | +00:11:05 |  | 8       | Jakub Przygoński         | KTM     | +03:06:11 |
| 19                              | Krzysztof Jarmuż         | Honda   | +00:45:35 |  | 15      | Jacek Czachor            | KTM     | +06:30:15 |
| 21                              | Jacek Czachor            | KTM     | +00:51:07 |  | 28      | Krzysztof Jarmuż         | Honda   | +11:18:52 |
| 35                              | Marek Dąbrowski          | KTM     | +01:09:44 |  | 35      | Marek Dąbrowski          | KTM     | +13:13:34 |
| Etap ukończyło 89 motocyklistów |                          |         |           |  |         |                          |         |           |

| Miejsce                         | Klasyfikacja etapu      | Marka | Czas      |  | Miejsce | Klasyfikacja generalna   | Marka   | Czas      |
| ------------------------------- | ----------------------- | ----- | --------- |  | ------- | ------------------------ | ------- | --------- |
| 1                               | Pål Anders Ullevålseter | KTM   | 03:27:05  |  | 1       | Cyril Despres            | KTM     | 49:38:44  |
| 2                               | Cyril Despres           | KTM   | +00:00:43 |  | 2       | Pål Anders Ullevålseter  | KTM     | +01:04:12 |
| 3                               | Marc Coma               | KTM   | +00:02:46 |  | 3       | Francisco López Contardo | Aprilia | +01:08:34 |
|                                 |                         |       |           |  |         |                          |         |           |
| 7                               | Jakub Przygoński        | KTM   | +00:08:09 |  | 8       | Jakub Przygoński         | KTM     | +03:13:37 |
| 15                              | Jacek Czachor           | KTM   | +00:24:53 |  | 16      | Jacek Czachor            | KTM     | +06:54:25 |
| 21                              | Marek Dąbrowski         | KTM   | +00:35:28 |  | 27      | Krzysztof Jarmuż         | Honda   | +12:07:48 |
| 33                              | Krzysztof Jarmuż        | Honda | +00:49:39 |  | 34      | Marek Dąbrowski          | KTM     | +13:48:19 |
| Etap ukończyło 88 motocyklistów |                         |       |           |  |         |                          |         |           |

| Miejsce                         | Klasyfikacja etapu      | Marka  | Czas      |  | Miejsce | Klasyfikacja generalna   | Marka   | Czas      |
| ------------------------------- | ----------------------- | ------ | --------- |  | ------- | ------------------------ | ------- | --------- |
| 1                               | Ruben Faria             | KTM    | 01:26:48  |  | 1       | Cyril Despres            | KTM     | 51:10:37  |
| 2                               | Pål Anders Ullevålseter | KTM    | +00:03:45 |  | 2       | Pål Anders Ullevålseter  | KTM     | +01:02:52 |
| 3                               | Helder Rodrigues        | Yamaha | +00:03:57 |  | 3       | Francisco López Contardo | Aprilia | +01:09:48 |
|                                 |                         |        |           |  |         |                          |         |           |
| 14                              | Jakub Przygoński        | KTM    | +00:07:27 |  | 8       | Jakub Przygoński         | KTM     | +03:15:59 |
| 19                              | Jacek Czachor           | KTM    | +00:09:20 |  | 16      | Jacek Czachor            | KTM     | +06:58:40 |
| 21                              | Marek Dąbrowski         | KTM    | +00:11:02 |  | 27      | Krzysztof Jarmuż         | Honda   | +12:24:12 |
| 39                              | Krzysztof Jarmuż        | Honda  | +00:21:29 |  | 33      | Marek Dąbrowski          | KTM     | +13:54:16 |
| Etap ukończyło 88 motocyklistów |                         |        |           |  |         |                          |         |           |

### Quady
| Miejsce                  | Klasyfikacja etapu   | Marka  | Czas      |  | Miejsce | Klasyfikacja generalna | Marka  | Czas      |
| ------------------------ | -------------------- | ------ | --------- |  | ------- | ---------------------- | ------ | --------- |
| 1                        | Marcos Patronelli    | Yamaha | 02:10:44  |  | 1       | Marcos Patronelli      | Yamaha | 02:10:44  |
| 2                        | Josef Macháček       | Yamaha | +00:00:39 |  | 2       | Josef Macháček         | Yamaha | +00:00:39 |
| 3                        | Alejandro Patronelli | Yamaha | +00:02:34 |  | 3       | Alejandro Patronelli   | Yamaha | +00:02:34 |
|                          |                      |        |           |  |         |                        |        |           |
| 8                        | Rafał Sonik          | Yamaha | +00:06:05 |  | 8       | Rafał Sonik            | Yamaha | +00:06:05 |
| Etap ukończyło 25 quadów |                      |        |           |  |         |                        |        |           |

- Rafał Sonik po zakończeniu etapu otrzymał karę +8 minut za przekroczenie dozwolonej prędkości na odcinku dojazdowym.

| Miejsce                 | Klasyfikacja etapu             | Marka   | Czas      |  | Miejsce | Klasyfikacja generalna         | Marka  | Czas      |
| ----------------------- | ------------------------------ | ------- | --------- |  | ------- | ------------------------------ | ------ | --------- |
| 1                       | Hubert Deltrieu                | Polaris | 04:18:03  |  | 1       | Juan Manuel González Corominas | Yamaha | 06:34:31  |
| 2                       | Juan Manuel González Corominas | Yamaha  | +00:02:06 |  | 2       | Alejandro Patronelli           | Yamaha | +00:02:37 |
| 3                       | Alejandro Patronelli           | Yamaha  | +00:05:47 |  | 3       | Martin Plechatý                | Yamaha | +00:02:49 |
|                         |                                |         |           |  |         |                                |        |           |
| 24                      | Rafał Sonik                    | Yamaha  | +01:42:45 |  | 22      | Rafał Sonik                    | Yamaha | +01:43:06 |
| Etap ukończyły 24 quady |                                |         |           |  |         |                                |        |           |

| Miejsce                  | Klasyfikacja etapu       | Marka  | Czas      |  | Miejsce | Klasyfikacja generalna | Marka  | Czas      |
| ------------------------ | ------------------------ | ------ | --------- |  | ------- | ---------------------- | ------ | --------- |
| 1                        | Sebastian Halpern        | Yamaha | 04:13:24  |  | 1       | Marcos Patronelli      | Yamaha | 10:53:38  |
| 2                        | Marcos Patronelli        | Yamaha | +00:02:08 |  | 2       | Alejandro Patronelli   | Yamaha | +00:09:21 |
| 3                        | Jorge Miguel Santamarina | Yamaha | +00:09:20 |  | 3       | Sebastian Halpern      | Yamaha | +00:10:12 |
|                          |                          |        |           |  |         |                        |        |           |
| 16                       | Rafał Sonik              | Yamaha | +02:00:02 |  | 17      | Rafał Sonik            | Yamaha | +03:37:25 |
| Etap ukończyło 21 quadów |                          |        |           |  |         |                        |        |           |

| Miejsce                  | Klasyfikacja etapu   | Marka  | Czas      |  | Miejsce | Klasyfikacja generalna | Marka  | Czas      |
| ------------------------ | -------------------- | ------ | --------- |  | ------- | ---------------------- | ------ | --------- |
| 1                        | Alejandro Patronelli | Yamaha | 02:13:29  |  | 1       | Marcos Patronelli      | Yamaha | 13:08:13  |
| 2                        | Marcos Patronelli    | Yamaha | +00:01:06 |  | 2       | Alejandro Patronelli   | Yamaha | +00:08:15 |
| 3                        | Martin Plechaty      | Yamaha | +00:01:14 |  | 3       | Sebastian Halpern      | Yamaha | +00:26:50 |
|                          |                      |        |           |  |         |                        |        |           |
| 10                       | Rafał Sonik          | Yamaha | +00:24:10 |  | 14      | Rafał Sonik            | Yamaha | +04:00:29 |
| Etap ukończyło 21 quadów |                      |        |           |  |         |                        |        |           |

| Miejsce                  | Klasyfikacja etapu             | Marka  | Czas      |  | Miejsce | Klasyfikacja generalna         | Marka  | Czas      |
| ------------------------ | ------------------------------ | ------ | --------- |  | ------- | ------------------------------ | ------ | --------- |
| 1                        | Marcos Patronelli              | Yamaha | 07:39:49  |  | 1       | Marcos Patronelli              | Yamaha | 20:48:02  |
| 2                        | Jorge Miguel Santamarina       | Can-Am | +00:29:41 |  | 2       | Jorge Miguel Santamarina       | Can-Am | +01:00:36 |
| 3                        | Juan Manuel González Corominas | Yamaha | +00:32:54 |  | 3       | Juan Manuel González Corominas | Yamaha | +01:07:13 |
|                          |                                |        |           |  |         |                                |        |           |
| 4                        | Rafał Sonik                    | Yamaha | +00:40:18 |  | 7       | Rafał Sonik                    | Yamaha | +04:40:47 |
| Etap ukończyło 16 quadów |                                |        |           |  |         |                                |        |           |

| Miejsce                  | Klasyfikacja etapu       | Marka  | Czas      |  | Miejsce | Klasyfikacja generalna         | Marka  | Czas      |
| ------------------------ | ------------------------ | ------ | --------- |  | ------- | ------------------------------ | ------ | --------- |
| 1                        | Marcos Patronelli        | Yamaha | 05:38:50  |  | 1       | Marcos Patronelli              | Yamaha | 26:46:52  |
| 2                        | Alejandro Patronelli     | Yamaha | +00:18:10 |  | 2       | Jorge Miguel Santamarina       | Can-Am | +01:26:03 |
| 3                        | Jorge Miguel Santamarina | Can-Am | +00:25:27 |  | 3       | Juan Manuel González Corominas | Yamaha | +01:53:51 |
|                          |                          |        |           |  |         |                                |        |           |
| 4                        | Rafał Sonik              | Yamaha | +00:29:16 |  | 7       | Rafał Sonik                    | Yamaha | +05:10:03 |
| Etap ukończyło 14 quadów |                          |        |           |  |         |                                |        |           |

| Miejsce                  | Klasyfikacja etapu   | Marka  | Czas      |  | Miejsce | Klasyfikacja generalna         | Marka  | Czas      |
| ------------------------ | -------------------- | ------ | --------- |  | ------- | ------------------------------ | ------ | --------- |
| 1                        | Alejandro Patronelli | Yamaha | 08:10:22  |  | 1       | Marcos Patronelli              | Yamaha | 35:00:44  |
| 2                        | Marcos Patronelli    | Yamaha | +00:03:30 |  | 2       | Alejandro Patronelli           | Yamaha | +02:22:25 |
| 3                        | Rafał Sonik          | Yamaha | +00:30:13 |  | 3       | Juan Manuel González Corominas | Yamaha | +03:17:26 |
|                          |                      |        |           |  |         |                                |        |           |
|                          |                      |        |           |  | 4       | Rafał Sonik                    | Yamaha | +05:36:46 |
| Etap ukończyło 14 quadów |                      |        |           |  |         |                                |        |           |

- Marcos Patronelli po zakończeniu etapu otrzymał karę +3 godziny za niedozwoloną pomoc[6], która później została cofnięta[7].
- Sebastian Halpern po zakończeniu etapu otrzymał karę +3 godziny za niedozwoloną pomoc[6].
- Rafał Sonik po zakończeniu etapu otrzymał karę +1 godzina.
- Juan Manuel González Corominas po zakończeniu etapu otrzymał karę +1 minuta.

| Miejsce                  | Klasyfikacja etapu   | Marka   | Czas      |  | Miejsce | Klasyfikacja generalna         | Marka  | Czas      |
| ------------------------ | -------------------- | ------- | --------- |  | ------- | ------------------------------ | ------ | --------- |
| 1                        | Marcos Patronelli    | Yamaha  | 07:25:38  |  | 1       | Marcos Patronelli              | Yamaha | 42:26:22  |
| 2                        | Alejandro Patronelli | Yamaha  | +00:00:56 |  | 2       | Alejandro Patronelli           | Yamaha | +02:23:31 |
| 3                        | Christophe Declerck  | Polaris | +00:02:35 |  | 3       | Juan Manuel González Corominas | Yamaha | +03:27:29 |
|                          |                      |         |           |  |         |                                |        |           |
| 5                        | Rafał Sonik          | Yamaha  | +00:17:20 |  | 4       | Rafał Sonik                    | Yamaha | +05:54:06 |
| Etap ukończyło 12 quadów |                      |         |           |  |         |                                |        |           |

| Miejsce                  | Klasyfikacja etapu   | Marka   | Czas      |  | Miejsce | Klasyfikacja generalna         | Marka  | Czas      |
| ------------------------ | -------------------- | ------- | --------- |  | ------- | ------------------------------ | ------ | --------- |
| 1                        | Christophe Declerck  | Polaris | 02:55:30  |  | 1       | Marcos Patronelli              | Yamaha | 45:23:39  |
| 2                        | Alejandro Patronelli | Yamaha  | +00:01:33 |  | 2       | Alejandro Patronelli           | Yamaha | +02:23:07 |
| 3                        | Marcos Patronelli    | Yamaha  | +00:01:47 |  | 3       | Juan Manuel González Corominas | Yamaha | +04:20:03 |
|                          |                      |         |           |  |         |                                |        |           |
| 6                        | Rafał Sonik          | Yamaha  | +00:27:52 |  | 5       | Rafał Sonik                    | Yamaha | +06:20:11 |
| Etap ukończyło 14 quadów |                      |         |           |  |         |                                |        |           |

| Miejsce                  | Klasyfikacja etapu             | Marka  | Czas      |  | Miejsce | Klasyfikacja generalna         | Marka  | Czas      |
| ------------------------ | ------------------------------ | ------ | --------- |  | ------- | ------------------------------ | ------ | --------- |
| 1                        | Juan Manuel González Corominas | Yamaha | 03:33:16  |  | 1       | Marcos Patronelli              | Yamaha | 49:03:22  |
| 2                        | Marcos Patronelli              | Yamaha | +00:06:27 |  | 2       | Alejandro Patronelli           | Yamaha | +02:24:21 |
| 3                        | Sebastian Halpern              | Yamaha | +00:07:08 |  | 3       | Juan Manuel González Corominas | Yamaha | +04:13:36 |
|                          |                                |        |           |  |         |                                |        |           |
| 6                        | Rafał Sonik                    | Yamaha | +00:18:11 |  | 4       | Rafał Sonik                    | Yamaha | +06:31:55 |
| Etap ukończyło 14 quadów |                                |        |           |  |         |                                |        |           |

| Miejsce                  | Klasyfikacja etapu   | Marka  | Czas      |  | Miejsce | Klasyfikacja generalna         | Marka  | Czas      |
| ------------------------ | -------------------- | ------ | --------- |  | ------- | ------------------------------ | ------ | --------- |
| 1                        | Sebastian Halpern    | Yamaha | 03:18:33  |  | 1       | Marcos Patronelli              | Yamaha | 52:27:42  |
| 2                        | Alejandro Patronelli | Yamaha | +00:04:31 |  | 2       | Alejandro Patronelli           | Yamaha | +02:23:05 |
| 3                        | Marcos Patronelli    | Yamaha | +00:05:47 |  | 3       | Juan Manuel González Corominas | Yamaha | +04:16:46 |
|                          |                      |        |           |  |         |                                |        |           |
| 5                        | Rafał Sonik          | Yamaha | +00:09:41 |  | 4       | Rafał Sonik                    | Yamaha | +06:35:49 |
| Etap ukończyło 14 quadów |                      |        |           |  |         |                                |        |           |

| Miejsce                  | Klasyfikacja etapu   | Marka   | Czas      |  | Miejsce | Klasyfikacja generalna         | Marka  | Czas      |
| ------------------------ | -------------------- | ------- | --------- |  | ------- | ------------------------------ | ------ | --------- |
| 1                        | Christophe Declerck  | Polaris | 04:52:22  |  | 1       | Marcos Patronelli              | Yamaha | 57:06:24  |
| 2                        | Alejandro Patronelli | Yamaha  | +00:01:29 |  | 2       | Alejandro Patronelli           | Yamaha | +02:18:34 |
| 3                        | Marcos Patronelli    | Yamaha  | +00:06:00 |  | 3       | Juan Manuel González Corominas | Yamaha | +05:12:25 |
|                          |                      |         |           |  |         |                                |        |           |
| 4                        | Rafał Sonik          | Yamaha  | +00:09:20 |  | 5       | Rafał Sonik                    | Yamaha | +06:39:09 |
| Etap ukończyło 14 quadów |                      |         |           |  |         |                                |        |           |

| Miejsce                  | Klasyfikacja etapu  | Marka   | Czas      |  | Miejsce | Klasyfikacja generalna         | Marka  | Czas      |
| ------------------------ | ------------------- | ------- | --------- |  | ------- | ------------------------------ | ------ | --------- |
| 1                        | Christophe Declerck | Polaris | 04:11:32  |  | 1       | Marcos Patronelli              | Yamaha | 62:13:52  |
| 2                        | Rafał Sonik         | Yamaha  | +00:05:56 |  | 2       | Alejandro Patronelli           | Yamaha | +02:23:33 |
| 3                        | Sebastian Halpern   | Yamaha  | +00:27:14 |  | 3       | Juan Manuel González Corominas | Yamaha | +05:08:11 |
|                          |                     |         |           |  |         |                                |        |           |
|                          |                     |         |           |  | 5       | Rafał Sonik                    | Yamaha | +06:08:49 |
| Etap ukończyło 14 quadów |                     |         |           |  |         |                                |        |           |

| Miejsce                  | Klasyfikacja etapu  | Marka   | Czas      |  | Miejsce | Klasyfikacja generalna         | Marka  | Czas      |
| ------------------------ | ------------------- | ------- | --------- |  | ------- | ------------------------------ | ------ | --------- |
| 1                        | Rafał Sonik         | Yamaha  | 01:45:27  |  | 1       | Marcos Patronelli              | Yamaha | 64:17:44  |
| 2                        | Christophe Declerck | Polaris | +00:04:03 |  | 2       | Alejandro Patronelli           | Yamaha | +02:22:59 |
| 3                        | Sebastian Halpern   | Yamaha  | +00:07:46 |  | 3       | Juan Manuel González Corominas | Yamaha | +05:07:31 |
|                          |                     |         |           |  |         |                                |        |           |
|                          |                     |         |           |  | 5       | Rafał Sonik                    | Yamaha | +05:50:24 |
| Etap ukończyło 14 quadów |                     |         |           |  |         |                                |        |           |

### Samochody
| Miejsce                       | Klasyfikacja etapu                        | Marka      | Czas      |  | Miejsce | Klasyfikacja generalna                    | Marka      | Czas      |
| ----------------------------- | ----------------------------------------- | ---------- | --------- |  | ------- | ----------------------------------------- | ---------- | --------- |
| 1                             | Nani Roma Michel Perin                    | BMW        | 02:11:15  |  | 1       | Nani Roma Michel Perin                    | BMW        | 02:11:15  |
| 2                             | Carlos Sainz Lucas Cruz                   | Volkswagen | +00:02:07 |  | 2       | Carlos Sainz Lucas Cruz                   | Volkswagen | +00:02:07 |
| 3                             | Stéphane Peterhansel Jean-Paul Cottret    | BMW        | +00:02:50 |  | 3       | Stéphane Peterhansel Jean-Paul Cottret    | BMW        | +00:02:50 |
|                               |                                           |            |           |  |         |                                           |            |           |
| 7                             | Krzysztof Hołowczyc Jean-Marc Fortin      | Nissan     | +00:06:07 |  | 7       | Krzysztof Hołowczyc Jean-Marc Fortin      | Nissan     | +00:06:07 |
| 87                            | Aleksander Sachanbiński Arkadiusz Rabiega | Toyota     | +00:58:05 |  | 87      | Aleksander Sachanbiński Arkadiusz Rabiega | Toyota     | +00:58:05 |
| 96                            | Robert Szustkowski Jarosław Kazberuk      | Mitsubishi | +01:02:20 |  | 96      | Robert Szustkowski Jarosław Kazberuk      | Mitsubishi | +01:02:20 |
| Etap ukończyło 128 samochodów |                                           |            |           |  |         |                                           |            |           |

| Miejsce                      | Klasyfikacja etapu                        | Marka      | Czas      |  | Miejsce | Klasyfikacja generalna                    | Marka      | Czas      |
| ---------------------------- | ----------------------------------------- | ---------- | --------- |  | ------- | ----------------------------------------- | ---------- | --------- |
| 1                            | Nasir al-Atijja Timo Gottschalk           | Volkswagen | 04:01:55  |  | 1       | Nasir al-Atijja Timo Gottschalk           | Volkswagen | 06:16:39  |
| 2                            | Guerlain Chicherit Tina Thörner           | BMW        | +00:01:08 |  | 2       | Carlos Sainz Lucas Cruz                   | Volkswagen | +00:01:19 |
| 3                            | Mauricio Jose Neves Clecio Maestrelli     | Volkswagen | +00:02:01 |  | 3       | Stéphane Peterhansel Jean-Paul Cottret    | BMW        | +00:02:30 |
|                              |                                           |            |           |  |         |                                           |            |           |
| 13                           | Krzysztof Hołowczyc Jean-Marc Fortin      | Nissan     | +00:12:10 |  | 12      | Krzysztof Hołowczyc Jean-Marc Fortin      | Nissan     | +00:14:48 |
| 79                           | Aleksander Sachanbiński Arkadiusz Rabiega | Toyota     | +01:17:59 |  | 76      | Aleksander Sachanbiński Arkadiusz Rabiega | Toyota     | +02:12:35 |
| 97                           | Robert Szustkowski Jarosław Kazberuk      | Mitsubishi | +01:40:41 |  | 89      | Robert Szustkowski Jarosław Kazberuk      | Mitsubishi | +02:39:32 |
| Etap ukończyły 124 samochody |                                           |            |           |  |         |                                           |            |           |

| Miejsce                      | Klasyfikacja etapu                     | Marka      | Czas      |  | Miejsce | Klasyfikacja generalna                 | Marka      | Czas      |
| ---------------------------- | -------------------------------------- | ---------- | --------- |  | ------- | -------------------------------------- | ---------- | --------- |
| 1                            | Stéphane Peterhansel Jean-Paul Cottret | BMW        | 02:55:19  |  | 1       | Stéphane Peterhansel Jean-Paul Cottret | BMW        | 09:14:28  |
| 2                            | Carlos Sainz Lucas Cruz                | Volkswagen | +00:05:44 |  | 2       | Carlos Sainz Lucas Cruz                | Volkswagen | +00:04:33 |
| 3                            | Nasir al-Atijja Timo Gottschalk        | Volkswagen | +00:10:01 |  | 3       | Nasir al-Atijja Timo Gottschalk        | Volkswagen | +00:07:31 |
|                              |                                        |            |           |  |         |                                        |            |           |
| 7                            | Krzysztof Hołowczyc Jean-Marc Fortin   | Nissan     | +00:28:20 |  | 5       | Krzysztof Hołowczyc Jean-Marc Fortin   | Nissan     | +00:41:38 |
| 76                           | Robert Szustkowski Jarosław Kazberuk   | Mitsubishi | +06:24:11 |  | 75      | Robert Szustkowski Jarosław Kazberuk   | Mitsubishi | +09:01:13 |
| Etap ukończyło 89 samochodów |                                        |            |           |  |         |                                        |            |           |

- Załoga  Aleksander Sachanbiński /  Arkadiusz Rabiega nie została sklasyfikowana na mecie odcinka[5].

| Miejsce                      | Klasyfikacja etapu                     | Marka      | Czas      |  | Miejsce | Klasyfikacja generalna                 | Marka      | Czas      |
| ---------------------------- | -------------------------------------- | ---------- | --------- |  | ------- | -------------------------------------- | ---------- | --------- |
| 1                            | Robby Gordon Andy Grider               | Hummer     | 01:40:21  |  | 1       | Stéphane Peterhansel Jean-Paul Cottret | BMW        | 10:54:50  |
| 2                            | Stéphane Peterhansel Jean-Paul Cottret | BMW        | +00:00:01 |  | 2       | Carlos Sainz Lucas Cruz                | Volkswagen | +00:07:36 |
| 3                            | Nasir al-Atijja Timo Gottschalk        | Volkswagen | +00:02:26 |  | 3       | Nasir al-Atijja Timo Gottschalk        | Volkswagen | +00:09:56 |
|                              |                                        |            |           |  |         |                                        |            |           |
| 17                           | Krzysztof Hołowczyc Jean-Marc Fortin   | Nissan     | +00:19:01 |  | 6       | Krzysztof Hołowczyc Jean-Marc Fortin   | Nissan     | +01:00:38 |
| 62                           | Robert Szustkowski Jarosław Kazberuk   | Mitsubishi | +02:04:21 |  | 56      | Robert Szustkowski Jarosław Kazberuk   | Mitsubishi | +11:05:33 |
| Etap ukończyło 76 samochodów |                                        |            |           |  |         |                                        |            |           |

| Miejsce                      | Klasyfikacja etapu                   | Marka      | Czas      |  | Miejsce | Klasyfikacja generalna               | Marka      | Czas      |
| ---------------------------- | ------------------------------------ | ---------- | --------- |  | ------- | ------------------------------------ | ---------- | --------- |
| 1                            | Mark Miller Ralph Pitchford          | Volkswagen | 05:06:15  |  | 1       | Carlos Sainz Lucas Cruz              | Volkswagen | 16:10:51  |
| 2                            | Carlos Sainz Lucas Cruz              | Volkswagen | +0:02:10  |  | 2       | Nasir al-Atijja Timo Gottschalk      | Volkswagen | +00:04:37 |
| 3                            | Nasir al-Atijja Timo Gottschalk      | Volkswagen | +00:04:27 |  | 3       | Mark Miller Ralph Pitchford          | Volkswagen | +00:09:39 |
|                              |                                      |            |           |  |         |                                      |            |           |
| 9                            | Krzysztof Hołowczyc Jean-Marc Fortin | Nissan     | +00:25:26 |  | 6       | Krzysztof Hołowczyc Jean-Marc Fortin | Nissan     | +01:16:18 |
| 49                           | Robert Szustkowski Jarosław Kazberuk | Mitsubishi | +03:12:55 |  | 51      | Robert Szustkowski Jarosław Kazberuk | Mitsubishi | +14:08:42 |
| Etap ukończyło 71 samochodów |                                      |            |           |  |         |                                      |            |           |

| Miejsce                      | Klasyfikacja etapu                     | Marka      | Czas      |  | Miejsce | Klasyfikacja generalna               | Marka      | Czas      |
| ---------------------------- | -------------------------------------- | ---------- | --------- |  | ------- | ------------------------------------ | ---------- | --------- |
| 1                            | Stéphane Peterhansel Jean-Paul Cottret | BMW        | 04:23:55  |  | 1       | Carlos Sainz Lucas Cruz              | Volkswagen | 20:35:33  |
| 2                            | Carlos Sainz Lucas Cruz                | Volkswagen | +00:00:47 |  | 2       | Nasir al-Atijja Timo Gottschalk      | Volkswagen | +00:15:24 |
| 3                            | Mark Miller Ralph Pitchford            | Volkswagen | +00:08:55 |  | 3       | Mark Miller Ralph Pitchford          | Volkswagen | +00:17:47 |
|                              |                                        |            |           |  |         |                                      |            |           |
| 10                           | Krzysztof Hołowczyc Jean-Marc Fortin   | Nissan     | +00:28:09 |  | 5       | Krzysztof Hołowczyc Jean-Marc Fortin | Nissan     | +01:43:40 |
| 50                           | Robert Szustkowski Jarosław Kazberuk   | Mitsubishi | +03:34:30 |  | 43      | Robert Szustkowski Jarosław Kazberuk | Mitsubishi | +17:42:25 |
| Etap ukończyło 61 samochodów |                                        |            |           |  |         |                                      |            |           |

| Miejsce                      | Klasyfikacja etapu                     | Marka      | Czas      |  | Miejsce | Klasyfikacja generalna               | Marka      | Czas      |
| ---------------------------- | -------------------------------------- | ---------- | --------- |  | ------- | ------------------------------------ | ---------- | --------- |
| 1                            | Nasir al-Atijja Timo Gottschalk        | Volkswagen | 05:41:29  |  | 1       | Carlos Sainz Lucas Cruz              | Volkswagen | 26:21:23  |
| 2                            | Stéphane Peterhansel Jean-Paul Cottret | BMW        | +00:03:29 |  | 2       | Nasir al-Atijja Timo Gottschalk      | Volkswagen | +00:11:03 |
| 3                            | Carlos Sainz Lucas Cruz                | Volkswagen | +00:04:21 |  | 3       | Mark Miller Ralph Pitchford          | Volkswagen | +00:22:06 |
|                              |                                        |            |           |  |         |                                      |            |           |
| 8                            | Krzysztof Hołowczyc Jean-Marc Fortin   | Nissan     | +00:41:39 |  | 6       | Krzysztof Hołowczyc Jean-Marc Fortin | Nissan     | +02:20:58 |
| 45                           | Robert Szustkowski Jarosław Kazberuk   | Mitsubishi | +07:01:40 |  | 44      | Robert Szustkowski Jarosław Kazberuk | Mitsubishi | +24:39:44 |
| Etap ukończyło 55 samochodów |                                        |            |           |  |         |                                      |            |           |

| Miejsce                     | Klasyfikacja etapu                     | Marka      | Czas      |  | Miejsce | Klasyfikacja generalna               | Marka      | Czas      |
| --------------------------- | -------------------------------------- | ---------- | --------- |  | ------- | ------------------------------------ | ---------- | --------- |
| 1                           | Stéphane Peterhansel Jean-Paul Cottret | BMW        | 05:06:05  |  | 1       | Carlos Sainz Lucas Cruz              | Volkswagen | 31:28:13  |
| 2                           | Carlos Sainz Lucas Cruz                | Volkswagen | +00:00:45 |  | 2       | Nasir al-Atijja Timo Gottschalk      | Volkswagen | +00:14:35 |
| 3                           | Mark Miller Ralph Pitchford            | Volkswagen | +00:01:07 |  | 3       | Mark Miller Ralph Pitchford          | Volkswagen | +00:22:28 |
|                             |                                        |            |           |  |         |                                      |            |           |
| 9                           | Krzysztof Hołowczyc Jean-Marc Fortin   | Nissan     | +00:25:32 |  | 6       | Krzysztof Hołowczyc Jean-Marc Fortin | Nissan     | +02:45:45 |
| 34                          | Robert Szustkowski Jarosław Kazberuk   | Mitsubishi | +02:56:19 |  | 41      | Robert Szustkowski Jarosław Kazberuk | Mitsubishi | +27:35:18 |
| Etap ukończyło 53 samochody |                                        |            |           |  |         |                                      |            |           |

| Miejsce                      | Klasyfikacja etapu                    | Marka      | Czas      |  | Miejsce | Klasyfikacja generalna               | Marka      | Czas      |
| ---------------------------- | ------------------------------------- | ---------- | --------- |  | ------- | ------------------------------------ | ---------- | --------- |
| 1                            | Nasir al-Atijja Timo Gottschalk       | Volkswagen | 01:59:28  |  | 1       | Carlos Sainz Lucas Cruz              | Volkswagen | 33:33:40  |
| 2                            | Carlos Sainz Lucas Cruz               | Volkswagen | +00:05:59 |  | 2       | Nasir al-Atijja Timo Gottschalk      | Volkswagen | +00:08:36 |
| 3                            | Giniel de Villiers Dirk von Zitzewitz | Volkswagen | +00:07:38 |  | 3       | Mark Miller Ralph Pitchford          | Volkswagen | +00:27:17 |
|                              |                                       |            |           |  |         |                                      |            |           |
| 37                           | Robert Szustkowski Jarosław Kazberuk  | Mitsubishi | +02:34:10 |  | 41      | Robert Szustkowski Jarosław Kazberuk | Mitsubishi | +30:03:19 |
| Etap ukończyło 61 samochodów |                                       |            |           |  |         |                                      |            |           |

- Załoga Krzysztof Hołowczyc/Jean-Marc Fortin nie została sklasyfikowana na mecie odcinka.

| Miejsce                      | Klasyfikacja etapu                     | Marka      | Czas      |  | Miejsce | Klasyfikacja generalna               | Marka      | Czas      |
| ---------------------------- | -------------------------------------- | ---------- | --------- |  | ------- | ------------------------------------ | ---------- | --------- |
| 1                            | Carlos Sainz Lucas Cruz                | Volkswagen | 03:01:05  |  | 1       | Carlos Sainz Lucas Cruz              | Volkswagen | 36:34:45  |
| 2                            | Stéphane Peterhansel Jean-Paul Cottret | BMW        | +00:00:28 |  | 2       | Nasir al-Atijja Timo Gottschalk      | Volkswagen | +00:10:06 |
| 3                            | Mark Miller Ralph Pitchford            | Volkswagen | +00:01:02 |  | 3       | Mark Miller Ralph Pitchford          | Volkswagen | +00:28:19 |
|                              |                                        |            |           |  |         |                                      |            |           |
| 56                           | Robert Szustkowski Jarosław Kazberuk   | Mitsubishi | +01:53:37 |  | 42      | Robert Szustkowski Jarosław Kazberuk | Mitsubishi | +31:56:56 |
| Etap ukończyło 60 samochodów |                                        |            |           |  |         |                                      |            |           |

| Miejsce                      | Klasyfikacja etapu                         | Marka      | Czas      |  | Miejsce | Klasyfikacja generalna               | Marka      | Czas      |
| ---------------------------- | ------------------------------------------ | ---------- | --------- |  | ------- | ------------------------------------ | ---------- | --------- |
| 1                            | Guerlain Chicherit Maria Cristina Thoerner | BMW        | 02:34:51  |  | 1       | Carlos Sainz Lucas Cruz              | Volkswagen | 39:16:55  |
| 2                            | Orlando Terranova Pascal Maimon            | Mitsubishi | +00:00:30 |  | 2       | Nasir al-Atijja Timo Gottschalk      | Volkswagen | +00:04:28 |
| 3                            | Giniel de Villiers Dirk von Zitzewitz      | Volkswagen | +00:00:39 |  | 3       | Mark Miller Ralph Pitchford          | Volkswagen | +00:23:50 |
|                              |                                            |            |           |  |         |                                      |            |           |
| 41                           | Robert Szustkowski Jarosław Kazberuk       | Mitsubishi | +01:22:18 |  | 40      | Robert Szustkowski Jarosław Kazberuk | Mitsubishi | +33:11:55 |
| Etap ukończyło 59 samochodów |                                            |            |           |  |         |                                      |            |           |

| Miejsce                     | Klasyfikacja etapu                   | Marka      | Czas      |  | Miejsce | Klasyfikacja generalna               | Marka      | Czas      |
| --------------------------- | ------------------------------------ | ---------- | --------- |  | ------- | ------------------------------------ | ---------- | --------- |
| 1                           | Carlos Sainz Lucas Cruz              | Volkswagen | 03:30:29  |  | 1       | Carlos Sainz Lucas Cruz              | Volkswagen | 42:47:24  |
| 2                           | Nasir al-Atijja Timo Gottschalk      | Volkswagen | +00:00:52 |  | 2       | Nasir al-Atijja Timo Gottschalk      | Volkswagen | +00:05:20 |
| 3                           | Mark Miller Ralph Pitchford          | Volkswagen | +00:04:22 |  | 3       | Mark Miller Ralph Pitchford          | Volkswagen | +00:28:12 |
|                             |                                      |            |           |  |         |                                      |            |           |
| 23                          | Robert Szustkowski Jarosław Kazberuk | Mitsubishi | +01:31:42 |  | 36      | Robert Szustkowski Jarosław Kazberuk | Mitsubishi | +34:43:37 |
| Etap ukończyło 54 samochody |                                      |            |           |  |         |                                      |            |           |

| Miejsce                      | Klasyfikacja etapu                         | Marka      | Czas      |  | Miejsce | Klasyfikacja generalna               | Marka      | Czas      |
| ---------------------------- | ------------------------------------------ | ---------- | --------- |  | ------- | ------------------------------------ | ---------- | --------- |
| 1                            | Stéphane Peterhansel Jean-Paul Cottret     | BMW        | 02:58:25  |  | 1       | Carlos Sainz Lucas Cruz              | Volkswagen | 45:49:42  |
| 2                            | Nasir al-Atijja Timo Gottschalk            | Volkswagen | +00:01:21 |  | 2       | Nasir al-Atijja Timo Gottschalk      | Volkswagen | +00:02:48 |
| 3                            | Guerlain Chicherit Maria Cristina Thoerner | BMW        | +00:03:45 |  | 3       | Mark Miller Ralph Pitchford          | Volkswagen | +00:31:48 |
|                              |                                            |            |           |  |         |                                      |            |           |
| 37                           | Robert Szustkowski Jarosław Kazberuk       | Mitsubishi | +02:20:41 |  | 35      | Robert Szustkowski Jarosław Kazberuk | Mitsubishi | +37:00:25 |
| Etap ukończyło 57 samochodów |                                            |            |           |  |         |                                      |            |           |

| Miejsce                      | Klasyfikacja etapu                         | Marka      | Czas      |  | Miejsce | Klasyfikacja generalna               | Marka      | Czas      |
| ---------------------------- | ------------------------------------------ | ---------- | --------- |  | ------- | ------------------------------------ | ---------- | --------- |
| 1                            | Nasir al-Atijja Timo Gottschalk            | Volkswagen | 01:19:42  |  | 1       | Carlos Sainz Lucas Cruz              | Volkswagen | 47:10:00  |
| 2                            | Carlos Sainz Lucas Cruz                    | Volkswagen | +00:00:36 |  | 2       | Nasir al-Atijja Timo Gottschalk      | Volkswagen | +00:02:12 |
| 3                            | Guerlain Chicherit Maria Cristina Thoerner | BMW        | +00:00:43 |  | 3       | Mark Miller Ralph Pitchford          | Volkswagen | +00:32:51 |
|                              |                                            |            |           |  |         |                                      |            |           |
| 39                           | Robert Szustkowski Jarosław Kazberuk       | Mitsubishi | +00:37:40 |  | 35      | Robert Szustkowski Jarosław Kazberuk | Mitsubishi | +37:37:29 |
| Etap ukończyło 57 samochodów |                                            |            |           |  |         |                                      |            |           |

### Ciężarówki
| Miejsce                      | Klasyfikacja etapu                                 | Marka | Czas      |  | Miejsce | Klasyfikacja generalna                             | Marka | Czas      |
| ---------------------------- | -------------------------------------------------- | ----- | --------- |  | ------- | -------------------------------------------------- | ----- | --------- |
| 1                            | Władimir Czagin Siergiej Sawostin Eduard Nikołajew | Kamaz | 02:35:47  |  | 1       | Władimir Czagin Siergiej Sawostin Eduard Nikołajew | Kamaz | 02:35:47  |
| 2                            | Aleš Loprais Milan Holan Miskolci Jaroslav         | Tatra | +00:00:27 |  | 2       | Aleš Loprais Milan Holan Miskolci Jaroslav         | Tatra | +00:00:27 |
| 3                            | Firdaus Kabirow Ajdar Bielajew Andriej Mokiejew    | Kamaz | +00:04:00 |  | 3       | Firdaus Kabirow Ajdar Bielajew Andriej Mokiejew    | Kamaz | +00:04:00 |
|                              |                                                    |       |           |  |         |                                                    |       |           |
| 27                           | Grzegorz Baran Rafał Marton Paweł Zborowski        | MAN   | +01:00:35 |  | 27      | Grzegorz Baran Rafał Marton Paweł Zborowski        | MAN   | +01:00:35 |
| Etap ukończyło 50 ciężarówek |                                                    |       |           |  |         |                                                    |       |           |

- Załoga  Joseph Adua/ Dariusz Rodewald/ Moi Torrallardona (Iveco) nie została sklasyfikowana na mecie w związku z czym otrzymała karę dodania do czasu 2 godzin.

| Miejsce                      | Klasyfikacja etapu                                 | Marka | Czas      |  | Miejsce | Klasyfikacja generalna                             | Marka | Czas      |
| ---------------------------- | -------------------------------------------------- | ----- | --------- |  | ------- | -------------------------------------------------- | ----- | --------- |
| 1                            | Władimir Czagin Siergiej Sawostin Eduard Nikołajew | Kamaz | 04:35:07  |  | 1       | Władimir Czagin Siergiej Sawostin Eduard Nikołajew | Kamaz | 07:10:54  |
| 2                            | Firdaus Kabirow Ajdar Bielajew Andriej Mokiejew    | Kamaz | +00:02:47 |  | 2       | Firdaus Kabirow Ajdar Bielajew Andriej Mokiejew    | Kamaz | +00:06:47 |
| 3                            | André De Azevedo Maykel Justo Jaromír Martinec     | Tatra | +00:14:58 |  | 3       | André De Azevedo Maykel Justo Jaromír Martinec     | Tatra | +00:26:34 |
|                              |                                                    |       |           |  |         |                                                    |       |           |
| 7                            | Joseph Adua Dariusz Rodewald Moi Torrallardona     | Iveco | +00:31:38 |  | 26      | Grzegorz Baran Rafał Marton Paweł Zborowski        | MAN   | +02:08:51 |
| 26                           | Grzegorz Baran Rafał Marton Paweł Zborowski        | MAN   | +01:08:16 |  | 41      | Joseph Adua Dariusz Rodewald Moi Torrallardona     | Iveco | +04:49:06 |
| Etap ukończyło 45 ciężarówek |                                                    |       |           |  |         |                                                    |       |           |

| Miejsce                      | Klasyfikacja etapu                                 | Marka | Czas      |  | Miejsce | Klasyfikacja generalna                             | Marka | Czas      |
| ---------------------------- | -------------------------------------------------- | ----- | --------- |  | ------- | -------------------------------------------------- | ----- | --------- |
| 1                            | Władimir Czagin Siergiej Sawostin Eduard Nikołajew | Kamaz | 03:26:53  |  | 1       | Władimir Czagin Siergiej Sawostin Eduard Nikołajew | Kamaz | 10:37:47  |
| 2                            | Firdaus Kabirow Ajdar Bielajew Andriej Mokiejew    | Kamaz | +00:11:56 |  | 2       | Firdaus Kabirow Ajdar Bielajew Andriej Mokiejew    | Kamaz | +00:18:43 |
| 3                            | André De Azevedo Maykel Justo Jaromír Martinec     | Tatra | +00:37:08 |  | 3       | André De Azevedo Maykel Justo Jaromír Martinec     | Tatra | +01:03:42 |
|                              |                                                    |       |           |  |         |                                                    |       |           |
| 10                           | Joseph Adua Dariusz Rodewald Moi Torrallardona     | Iveco | +01:55:33 |  | 29      | Grzegorz Baran Rafał Marton Paweł Zborowski        | MAN   | +08:38:42 |
| 35                           | Grzegorz Baran Rafał Marton Paweł Zborowski        | MAN   | +06:29:51 |  | 37      | Joseph Adua Dariusz Rodewald Moi Torrallardona     | Iveco | +11:51:24 |
| Etap ukończyło 41 ciężarówek |                                                    |       |           |  |         |                                                    |       |           |

| Miejsce                      | Klasyfikacja etapu                                       | Marka | Czas      |  | Miejsce | Klasyfikacja generalna                                 | Marka | Czas      |
| ---------------------------- | -------------------------------------------------------- | ----- | --------- |  | ------- | ------------------------------------------------------ | ----- | --------- |
| 1                            | Władimir Czagin Siergiej Sawostin Eduard Nikołajew       | Kamaz | 01:53:36  |  | 1       | Władimir Czagin Siergiej Sawostin Eduard Nikołajew     | Kamaz | 12:31:23  |
| 2                            | Firdaus Kabirow Ajdar Bielajew Andriej Mokiejew          | Kamaz | +00:07:44 |  | 2       | Firdaus Kabirow Ajdar Bielajew Andriej Mokiejew        | Kamaz | +00:26:27 |
| 3                            | Ilgizar Mardiejew Wiaczesław Miziukajew Andriej Karginow | Kamaz | +00:11:50 |  | 3       | Marcel van Vliet Herman Vaanholt Gerard van Veenendaal | Ginaf | +02:24:33 |
|                              |                                                          |       |           |  |         |                                                        |       |           |
| 7                            | Joseph Adua Dariusz Rodewald Moi Torrallardona           | Iveco | +00:31:04 |  | 25      | Grzegorz Baran Rafał Marton Paweł Zborowski            | MAN   | +10:12:13 |
| 24                           | Grzegorz Baran Rafał Marton Paweł Zborowski              | MAN   | +01:33:31 |  | 28      | Joseph Adua Dariusz Rodewald Moi Torrallardona         | Iveco | +12:22:28 |
| Etap ukończyło 45 ciężarówek |                                                          |       |           |  |         |                                                        |       |           |

| Miejsce                      | Klasyfikacja etapu                                 | Marka | Czas      |  | Miejsce | Klasyfikacja generalna                                 | Marka | Czas      |
| ---------------------------- | -------------------------------------------------- | ----- | --------- |  | ------- | ------------------------------------------------------ | ----- | --------- |
| 1                            | Firdaus Kabirow Ajdar Bielajew Andriej Mokiejew    | Kamaz | 05:48:50  |  | 1       | Władimir Czagin Siergiej Sawostin Eduard Nikołajew     | Kamaz | 18:20:32  |
| 2                            | Władimir Czagin Siergiej Sawostin Eduard Nikołajew | Kamaz | +00:00:19 |  | 2       | Firdaus Kabirow Ajdar Bielajew Andriej Mokiejew        | Kamaz | +00:26:08 |
| 3                            | Jospeh Adua Dariusz Rodewald Moi Torrallardona     | Iveco | +00:37:48 |  | 3       | Marcel van Vliet Herman Vaanholt Gerard van Veenendaal | Ginaf | +03:07:26 |
|                              |                                                    |       |           |  |         |                                                        |       |           |
| 28                           | Grzegorz Baran Rafał Marton Paweł Zborowski        | MAN   | +03:06:24 |  | 25      | Joseph Adua Dariusz Rodewald Moi Torrallardona         | Iveco | +12:59:57 |
|                              |                                                    |       |           |  | 28      | Grzegorz Baran Rafał Marton Paweł Zborowski            | MAN   | +13:18:18 |
| Etap ukończyło 37 ciężarówek |                                                    |       |           |  |         |                                                        |       |           |

| Miejsce                      | Klasyfikacja etapu                                       | Marka | Czas      |  | Miejsce | Klasyfikacja generalna                                 | Marka | Czas      |
| ---------------------------- | -------------------------------------------------------- | ----- | --------- |  | ------- | ------------------------------------------------------ | ----- | --------- |
| 1                            | Władimir Czagin Siergiej Sawostin Eduard Nikołajew       | Kamaz | 04:55:22  |  | 1       | Władimir Czagin Siergiej Sawostin Eduard Nikołajew     | Kamaz | 23:15:54  |
| 2                            | Firdaus Kabirow Ajdar Bielajew Andriej Mokiejew          | Kamaz | +00:12:03 |  | 2       | Firdaus Kabirow Ajdar Bielajew Andriej Mokiejew        | Kamaz | +00:38:11 |
| 3                            | Ilgizar Mardiejew Wiaczesław Miziukajew Andriej Karginow | Kamaz | +00:31:07 |  | 3       | Marcel van Vliet Herman Vaanholt Gerard van Veenendaal | Ginaf | +04:06:40 |
|                              |                                                          |       |           |  |         |                                                        |       |           |
| 26                           | Grzegorz Baran Rafał Marton Paweł Zborowski              | MAN   | +04:30:52 |  | 23      | Grzegorz Baran Rafał Marton Paweł Zborowski            | MAN   | +17:49:10 |
| Etap ukończyło 26 ciężarówek |                                                          |       |           |  |         |                                                        |       |           |

- Załoga  Joseph Adua/ Dariusz Rodewald/ Moi Torrallardona (Iveco) nie została sklasyfikowana na mecie odcinka, w związku z czym otrzymała karę czasową.

| Miejsce                      | Klasyfikacja etapu                                 | Marka | Czas      |  | Miejsce | Klasyfikacja generalna                                 | Marka | Czas      |
| ---------------------------- | -------------------------------------------------- | ----- | --------- |  | ------- | ------------------------------------------------------ | ----- | --------- |
| 1                            | Władimir Czagin Siergiej Sawostin Eduard Nikołajew | Kamaz | 06:50:20  |  | 1       | Władimir Czagin Siergiej Sawostin Eduard Nikołajew     | Kamaz | 30:06:14  |
| 2                            | Firdaus Kabirow Ajdar Bielajew Andriej Mokiejew    | Kamaz | +00:25:35 |  | 2       | Firdaus Kabirow Ajdar Bielajew Andriej Mokiejew        | Kamaz | +01:03:46 |
| 3                            | Martin Macík Josef Kalina Jan Bervic               | LIAZ  | +01:39:22 |  | 3       | Marcel van Vliet Herman Vaanholt Gerard van Veenendaal | Ginaf | +05:47:00 |
|                              |                                                    |       |           |  |         |                                                        |       |           |
| 6                            | Joseph Adua Dariusz Rodewald Moi Torrallardona     | Iveco | +01:52:22 |  | 20      | Joseph Adua Dariusz Rodewald Moi Torrallardona         | Iveco | +22:31:23 |
| 35                           | Grzegorz Baran Rafał Marton Paweł Zborowski        | MAN   | +21:09:40 |  | 28      | Grzegorz Baran Rafał Marton Paweł Zborowski            | MAN   | +46:58:50 |
| Etap ukończyło 36 ciężarówek |                                                    |       |           |  |         |                                                        |       |           |

- Załoga Grzegorz Baran / Rafał Marton / Paweł Zborowski (MAN) po zakończeniu etapu otrzymała karę +18 godzin za przekroczenie limitu czasu.

| Miejsce                      | Klasyfikacja etapu                                       | Marka | Czas      |  | Miejsce | Klasyfikacja generalna                                 | Marka | Czas      |
| ---------------------------- | -------------------------------------------------------- | ----- | --------- |  | ------- | ------------------------------------------------------ | ----- | --------- |
| 1                            | Władimir Czagin Siergiej Sawostin Eduard Nikołajew       | Kamaz | 05:41:35  |  | 1       | Władimir Czagin Siergiej Sawostin Eduard Nikołajew     | Kamaz | 35:47:49  |
| 2                            | Firdaus Kabirow Ajdar Bielajew Andriej Mokiejew          | Kamaz | +00:12:26 |  | 2       | Firdaus Kabirow Ajdar Bielajew Andriej Mokiejew        | Kamaz | +01:16:12 |
| 3                            | Ilgizar Mardiejew Wiaczesław Miziukajew Andriej Karginow | Kamaz | +01:10:32 |  | 3       | Marcel van Vliet Herman Vaanholt Gerard van Veenendaal | Ginaf | +07:15:44 |
|                              |                                                          |       |           |  |         |                                                        |       |           |
| 4                            | Joseph Adua Dariusz Rodewald Moi Torrallardona           | Iveco | +01:13:58 |  | 15      | Joseph Adua Dariusz Rodewald Moi Torrallardona         | Iveco | +23:45:21 |
| 24                           | Grzegorz Baran Rafał Marton Paweł Zborowski              | MAN   | +04:36:34 |  | 23      | Grzegorz Baran Rafał Marton Paweł Zborowski            | MAN   | +51:35:24 |
| Etap ukończyło 26 ciężarówek |                                                          |       |           |  |         |                                                        |       |           |

| Miejsce                      | Klasyfikacja etapu                                 | Marka | Czas      |  | Miejsce | Klasyfikacja generalna                                 | Marka | Czas      |
| ---------------------------- | -------------------------------------------------- | ----- | --------- |  | ------- | ------------------------------------------------------ | ----- | --------- |
| 1                            | Firdaus Kabirow Ajdar Bielajew Andriej Mokiejew    | Kamaz | 02:32:20  |  | 1       | Władimir Czagin Siergiej Sawostin Eduard Nikołajew     | Kamaz | 38:24:50  |
| 2                            | Władimir Czagin Siergiej Sawostin Eduard Nikołajew | Kamaz | +00:04:41 |  | 2       | Firdaus Kabirow Ajdar Bielajew Andriej Mokiejew        | Kamaz | +01:11:31 |
| 3                            | Joseph Adua Dariusz Rodewald Moi Torrallardona     | Iveco | +00:14:40 |  | 3       | Marcel van Vliet Herman Vaanholt Gerard van Veenendaal | Ginaf | +08:21:13 |
|                              |                                                    |       |           |  |         |                                                        |       |           |
| 24                           | Grzegorz Baran Rafał Marton Paweł Zborowski        | MAN   | +04:14:32 |  | 12      | Joseph Adua Dariusz Rodewald Moi Torrallardona         | Iveco | +23:55:20 |
|                              |                                                    |       |           |  | 24      | Grzegorz Baran Rafał Marton Paweł Zborowski            | MAN   | +55:45:15 |
| Etap ukończyło 31 ciężarówek |                                                    |       |           |  |         |                                                        |       |           |

| Miejsce                      | Klasyfikacja etapu                                 | Marka | Czas      |  | Miejsce | Klasyfikacja generalna                                 | Marka | Czas      |
| ---------------------------- | -------------------------------------------------- | ----- | --------- |  | ------- | ------------------------------------------------------ | ----- | --------- |
| 1                            | Władimir Czagin Siergiej Sawostin Eduard Nikołajew | Kamaz | 03:44:23  |  | 1       | Władimir Czagin Siergiej Sawostin Eduard Nikołajew     | Kamaz | 42:09:13  |
| 2                            | Firdaus Kabirow Ajdar Bielajew Andriej Mokiejew    | Kamaz | +00:01:24 |  | 2       | Firdaus Kabirow Ajdar Bielajew Andriej Mokiejew        | Kamaz | +01:12:55 |
| 3                            | Joseph Adua Dariusz Rodewald Moi Torrallardona     | Iveco | +00:01:38 |  | 3       | Marcel van Vliet Herman Vaanholt Gerard van Veenendaal | Ginaf | +08:35:48 |
|                              |                                                    |       |           |  |         |                                                        |       |           |
| 24                           | Grzegorz Baran Rafał Marton Paweł Zborowski        | MAN   | +01:06:20 |  | 11      | Joseph Adua Dariusz Rodewald Moi Torrallardona         | Iveco | +23:56:58 |
|                              |                                                    |       |           |  | 22      | Grzegorz Baran Rafał Marton Paweł Zborowski            | MAN   | +56:51:35 |
| Etap ukończyło 31 ciężarówek |                                                    |       |           |  |         |                                                        |       |           |

| Miejsce                      | Klasyfikacja etapu                                 | Marka | Czas      |  | Miejsce | Klasyfikacja generalna                                 | Marka | Czas      |
| ---------------------------- | -------------------------------------------------- | ----- | --------- |  | ------- | ------------------------------------------------------ | ----- | --------- |
| 1                            | Firdaus Kabirow Ajdar Bielajew Andriej Mokiejew    | Kamaz | 03:02:53  |  | 1       | Władimir Czagin Siergiej Sawostin Eduard Nikołajew     | Kamaz | 45:12:38  |
| 2                            | Władimir Czagin Siergiej Sawostin Eduard Nikołajew | Kamaz | +00:00:32 |  | 2       | Firdaus Kabirow Ajdar Bielajew Andriej Mokiejew        | Kamaz | +01:12:23 |
| 3                            | Joseph Adua Dariusz Rodewald Moi Torrallardona     | Iveco | +00:04:45 |  | 3       | Marcel van Vliet Herman Vaanholt Gerard van Veenendaal | Ginaf | +09:21:02 |
|                              |                                                    |       |           |  |         |                                                        |       |           |
| 21                           | Grzegorz Baran Rafał Marton Paweł Zborowski        | MAN   | +01:36:39 |  | 11      | Joseph Adua Dariusz Rodewald Moi Torrallardona         | Iveco | +24:01:11 |
|                              |                                                    |       |           |  | 21      | Grzegorz Baran Rafał Marton Paweł Zborowski            | MAN   | +58:27:42 |
| Etap ukończyło 30 ciężarówek |                                                    |       |           |  |         |                                                        |       |           |

| Miejsce                      | Klasyfikacja etapu                                       | Marka | Czas      |  | Miejsce | Klasyfikacja generalna                                 | Marka | Czas      |
| ---------------------------- | -------------------------------------------------------- | ----- | --------- |  | ------- | ------------------------------------------------------ | ----- | --------- |
| 1                            | Władimir Czagin Siergiej Sawostin Eduard Nikołajew       | Kamaz | 04:27:14  |  | 1       | Władimir Czagin Siergiej Sawostin Eduard Nikołajew     | Kamaz | 49:39:52  |
| 2                            | Firdaus Kabirow Ajdar Bielajew Andriej Mokiejew          | Kamaz | +00:01:20 |  | 2       | Firdaus Kabirow Ajdar Bielajew Andriej Mokiejew        | Kamaz | +01:13:43 |
| 3                            | Ilgizar Mardiejew Wiaczesław Miziukajew Andriej Karginow | Kamaz | +00:19:40 |  | 3       | Marcel van Vliet Herman Vaanholt Gerard van Veenendaal | Ginaf | +10:16:00 |
|                              |                                                          |       |           |  |         |                                                        |       |           |
| 17                           | Grzegorz Baran Rafał Marton Paweł Zborowski              | MAN   | +02:31:45 |  | 20      | Grzegorz Baran Rafał Marton Paweł Zborowski            | MAN   | +60:59:27 |
| Etap ukończyło 25 ciężarówek |                                                          |       |           |  |         |                                                        |       |           |

- Załoga  Joseph Adua/ Dariusz Rodewald/ Moi Torrallardona (Iveco) nie została sklasyfikowana na mecie odcinka.

| Miejsce                      | Klasyfikacja etapu                                       | Marka | Czas      |  | Miejsce | Klasyfikacja generalna                                 | Marka | Czas      |
| ---------------------------- | -------------------------------------------------------- | ----- | --------- |  | ------- | ------------------------------------------------------ | ----- | --------- |
| 1                            | Firdaus Kabirow Ajdar Bielajew Andriej Mokiejew          | Kamaz | 03:38:47  |  | 1       | Władimir Czagin Siergiej Sawostin Eduard Nikołajew     | Kamaz | 53:20:29  |
| 2                            | Władimir Czagin Siergiej Sawostin Eduard Nikołajew       | Kamaz | +00:01:50 |  | 2       | Firdaus Kabirow Ajdar Bielajew Andriej Mokiejew        | Kamaz | +01:11:53 |
| 3                            | Ilgizar Mardiejew Wiaczesław Miziukajew Andriej Karginow | Kamaz | +00:18:18 |  | 3       | Marcel van Vliet Herman Vaanholt Gerard van Veenendaal | Ginaf | +10:37:19 |
|                              |                                                          |       |           |  |         |                                                        |       |           |
| 16                           | Grzegorz Baran Rafał Marton Paweł Zborowski              | MAN   | +02:56:36 |  | 19      | Grzegorz Baran Rafał Marton Paweł Zborowski            | MAN   | +63:54:13 |
| Etap ukończyło 25 ciężarówek |                                                          |       |           |  |         |                                                        |       |           |

| Miejsce                      | Klasyfikacja etapu                                       | Marka | Czas      |  | Miejsce | Klasyfikacja generalna                                 | Marka | Czas      |
| ---------------------------- | -------------------------------------------------------- | ----- | --------- |  | ------- | ------------------------------------------------------ | ----- | --------- |
| 1                            | Ilgizar Mardiejew Wiaczesław Miziukajew Andriej Karginow | Kamaz | 01:41:36  |  | 1       | Władimir Czagin Siergiej Sawostin Eduard Nikołajew     | Kamaz | 55:04:47  |
| 2                            | Wulfert van Ginkel Richard de Rooij Willem Tijsterman    | GINAF | +00:02:04 |  | 2       | Firdaus Kabirow Ajdar Bielajew Andriej Mokiejew        | Kamaz | +01:13:08 |
| 3                            | Martin Macík Josef Kalina Jan Bervic                     | LIAZ  | +00:02:20 |  | 3       | Marcel van Vliet Herman Vaanholt Gerard van Veenendaal | Ginaf | +10:43:20 |
|                              |                                                          |       |           |  |         |                                                        |       |           |
| 18                           | Grzegorz Baran Rafał Marton Paweł Zborowski              | MAN   | +00:28:51 |  | 20      | Grzegorz Baran Rafał Marton Paweł Zborowski            | MAN   | +72:20:22 |
| Etap ukończyło 28 ciężarówek |                                                          |       |           |  |         |                                                        |       |           |

## Klasyfikacja końcowa

### Motocykle
| Poz. | Nr. | Zawodnik                 | Motocykl              | Czas        | Strata        |
| ---- | --- | ------------------------ | --------------------- | ----------- | ------------- |
| 1    | 002 | Cyril Despres            | KTM 690 Rally Replica | 51h 10' 37" | + 00' 00"     |
| 2    | 004 | Pål Anders Ullevålseter  | KTM 690               | 52h 13' 29" | + 1h 02' 52"  |
| 3    | 009 | Francisco López Contardo | Aprilia RXV 450       | 52h 20' 25" | + 1h 09' 48"  |
| 4    | 005 | Helder Rodrigues         | Yamaha WR 450 F       | 52h 30' 10" | + 1h 19' 33"  |
| 5    | 012 | David Frétigné           | Yamaha WR 450 F       | 53h 06' 33" | + 1h 55' 56"  |
| 6    | 014 | Alain Duclos             | KTM 690               | 53h 09' 12" | + 1h 58' 35"  |
| 7    | 024 | Jonah Street             | KTM 690               | 54h 00' 20" | + 2h 49' 43"  |
| 8    | 011 | Jakub Przygoński         | KTM 660 Rally         | 54h 26' 36" | + 3h 15' 59"  |
| 9    | 016 | Olivier Pain             | Yamaha WR 450 F       | 54h 38' 57" | + 3h 28' 20"  |
| 10   | 034 | Juan Pedrero Garcia      | KTM 690               | 54h 44' 25" | + 3h 33' 48"  |
|      |     |                          |                       |             |               |
| 16   | 018 | Jacek Czachor            | KTM 660 Rally         | 58h 09' 17" | + 6h 58' 40"  |
| 27   | 022 | Krzysztof Jarmuż         | Honda CRF 450 Dakar X | 63h 34' 49" | + 12h 24' 12" |
| 33   | 039 | Marek Dąbrowski          | KTM 660 Rally         | 65h 04' 53" | + 13h 54' 16" |

### Quady
| Poz. | Nr. | Zawodnik                       | Quad                  | Czas        | Strata        |
| ---- | --- | ------------------------------ | --------------------- | ----------- | ------------- |
| 1    | 251 | Marcos Patronelli              | Yamaha Raptor 700     | 64h 17' 44" | + 00' 00"     |
| 2    | 277 | Alejandro Patronelli           | Yamaha Raptor 700     | 66h 40' 43" | + 2h 22' 59"  |
| 3    | 256 | Juan Manuel González Corominas | Yamaha Raptor 700     | 69h 25' 15" | + 5h 07' 31"  |
| 4    | 258 | Christophe Declerck            | Polaris 525 Outlaw    | 70h 04' 40" | + 5h 46' 56"  |
| 5    | 252 | Rafał Sonik                    | Yamaha Raptor         | 70h 08' 08" | + 5h 50' 24"  |
| 6    | 255 | Sebastian Halpern              | Yamaha Raptor 700     | 73h 25' 15" | + 9h 07' 31"  |
| 7    | 254 | Oldřich Bražina                | Polaris Outlaw IRS    | 80h 51' 25" | + 16h 33' 41" |
| 8    | 264 | Brice Auert                    | Can-Am Renegade 800   | 81h 10' 00" | + 16h 52' 16" |
| 9    | 260 | Bernardo Rolando Graue         | Can-Am Renegade 800 X | 81h 55' 04" | + 17h 37' 20" |
| 10   | 267 | Daniel Mazzucco                | Can-Am Renegade 800 X | 89h 36' 23" | + 25h 18' 39" |

### Samochody
| Poz. | Nr. | Kierowca                | Pilot              | Samochód                    | Czas                | Różnica             |
| ---- | --- | ----------------------- | ------------------ | --------------------------- | ------------------- | ------------------- |
| 1    | 303 | Carlos Sainz            | Lucas Cruz         | Volkswagen Race Touareg 2   | 47h 10' 00"         | + 00' 00"           |
| 2    | 306 | Nasir al-Atijja         | Timo Gottschalk    | Volkswagen Race Touareg 2   | 47h 12' 12"         | + 02' 12"           |
| 3    | 305 | Mark Miller             | Ralph Pitchford    | Volkswagen Race Touareg 2   | 47h 42' 51"         | + 32' 51"           |
| 4    | 301 | Stéphane Peterhansel    | Jean-Paul Cottret  | BMW X3 CC                   | 49h 27' 21"         | + 2h 17' 21"        |
| 5    | 307 | Guerlain Chicherit      | Tina Thörner       | BMW X3 CC                   | 51h 12' 49"         | + 4h 02' 49"        |
| 6    | 314 | Carlos Sousa            | Matthieu Baumel    | Mitsubishi Racing Lancer    | 51h 41' 45"         | + 4h 31' 45"        |
| 7    | 300 | Giniel de Villiers      | Dirk von Zitzewitz | Volkswagen Race Touareg 2   | 52h 20' 19"         | + 5h 10' 19"        |
| 8    | 302 | Robby Gordon            | Andy Grider        | Hummer H3                   | 53h 12' 24"         | + 6h 02' 24"        |
| 9    | 311 | Orlando Terranova       | Pascal Maimon      | Mitsubishi Racing Lancer    | 53h 14' 47"         | + 6h 04' 47"        |
| 10   | 322 | Guilherme Spinelli      | Filipe Palmeiro    | Mitsubishi Racing Lancer    | 53h 23' 41"         | + 6h 13' 41"        |
|      |     |                         |                    |                             |                     |                     |
| 35   | 356 | Robert Szustkowski      | Jarosław Kazberuk  | Mitsubishi Pajero           | 84h 47' 29"         | + 37h 37' 29"       |
| NU   | 368 | Aleksander Sachanbiński | Arkadiusz Rabiega  | Toyota Land Cruiser KDJ 120 | nie ukończyli rajdu | nie ukończyli rajdu |
| NU   | 308 | Krzysztof Hołowczyc     | Jean-Marc Fortin   | Nissan Pick up              | nie ukończyli rajdu | nie ukończyli rajdu |

### Ciężarówki
| Poz. | Nr. | Kierowca           | Nawigator             | Mechanik              | Samochód              | Czas                | Różnica             |
| ---- | --- | ------------------ | --------------------- | --------------------- | --------------------- | ------------------- | ------------------- |
| 1    | 501 | Władimir Czagin    | Siergiej Sawostin     | Eduard Nikołajew      | Kamaz 4326            | 55h 04' 47"         | + 00' 00"           |
| 2    | 500 | Firdaus Kabirow    | Ajdar Bielajew        | Andriej Mokiejew      | Kamaz 4326            | 56h 17' 55"         | + 1h 13' 08"        |
| 3    | 508 | Marcel van Vliet   | Herman Vaanholt       | Gerard van Veenendaal | GINAF x2222           | 65h 48' 07"         | + 10h 43' 20"       |
| 4    | 506 | Martin Macík       | Josef Kalina          | Jan Bervic            | LIAZ 111.154          | 67h 26' 08"         | + 12h 21' 21"       |
| 5    | 505 | Ilgizar Mardiejew  | Wiaczesław Miziukajew | Andriej Karginow      | Kamaz 4326            | 70h 04' 16"         | + 14h 59' 29"       |
| 6    | 503 | Wulfert van Ginkel | Richard de Rooij      | Willem Tijsterman     | GINAF x2222           | 70h 34' 03"         | + 15h 29' 16"       |
| 7    | 514 | Teruhito Sugawara  | Seiichi Suzuki        | brak                  | Hino Ranger           | 72h 34' 24"         | + 17h 29' 37"       |
| 8    | 523 | David Oliveras     | Jesus Camara Ordonez  | Daniel Camara         | Mercedes-Benz 1844 AK | 78h 43' 53"         | + 23h 39' 06"       |
| 9    | 511 | Jordi Juvanteny    | Jose Luis Criado      | Fina Roman            | MAN TGA 26.480 6x6    | 79h 20' 14"         | + 24h 15' 27"       |
| 10   | 518 | Claudio Bellina    | Paolo Arici           | Giulio Minelli        | GINAF x2223           | 81h 51' 59"         | + 26h 47' 12"       |
|      |     |                    |                       |                       |                       |                     |                     |
| 20   | 538 | Grzegorz Baran     | Rafał Marton          | Paweł Zborowski       | MAN TGA 18.480 4x4    | 127h 25' 09"        | + 72h 20' 22"       |
| NU   | 507 | Joseph Adua        | Dariusz Rodewald      | Moi Torrallardona     | Iveco Trakker Evo II  | nie ukończyli rajdu | nie ukończyli rajdu |

## Polacy w Rajdzie[8]
- Jakub Przygoński – 8. miejsce (M)
- Jacek Czachor – 16. miejsce (M)
- Marek Dąbrowski – 33 (M)
- Krzysztof Jarmuż – 27. miejsce (M)
- Rafał Sonik – 5. miejsce (Q)
- Krzysztof Hołowczyc /  Jean-Marc Fortin – nie ukończyli (S)
- Robert Szustkowski /  Jarosław Kazberuk – 35. miejsce (S)
- Aleksander Sachanbiński /  Arkadiusz Rabiega – nie ukończyli (S)
- Grzegorz Baran /  Rafał Marton /  Paweł Zborowski – 20. miejsce (C)
- Joseph Adua /  Dariusz Rodewald /  Moi Torrallardona – nie ukończyli (C)

### Legenda
- M – motocykle
- Q – quady
- S – samochody
- C -ciężarówki